# 福沙奈恵
福 沙奈恵（ふく さなえ、6月6日 - ）は、日本の女性声優。ピアレスガーベラ所属。東京都出身。

## 人物
- 声優としての仕事の転機となった作品に『アイカツ!』を挙げている[2]。
- 趣味に、猫カフェ通いをあげている他、ゲーム好きである[2]。
- 特技は、卵を片手で割ること[2]。
- 唎酒師の資格を所持している[3]。
- 今後、やってみたい役にギャグキャラクターを挙げている[2]（2016年4月現在）。
- 女優の山川ひろみはいとこにあたる[4]。

## 出演
太字はメインキャラクター。

### テレビアニメ
2012年
- アイカツ!（2012年 - 2016年、白樺リサ、立花ミシェル、三輪皐月、七瀬小雪、常葉李奈 他）

2013年
- ガッチャマン クラウズ（梅田愛）
- ぎんぎつね（風ちゃん）

2014年
- Wake Up, Girls!（I-1 23番）
- 神々の悪戯（女子生徒B、女子B）
- 七つの大罪（妖精B）
- ハイキュー!!（女生徒A）

2015年
- 赤髪の白雪姫（2015年 - 2016年、子供、女官A）
- ガッチャマン クラウズ インサイト（梅田愛）
- DOG DAYS"（星の民）

2016年
- 想いのかけら（れな）
- クロムクロ（ディアナ）
- 紅殻のパンドラ（七転福音）
- 坂本ですが?（女子生徒）
- ジョーカー・ゲーム（劇団員）
- ハイスクール・フリート（伊勢桜良、杉本珊瑚）
- ViVid Strike!（子ども）
- 文豪ストレイドッグス（女性）
- マギ シンドバッドの冒険（女の子C）
- モブサイコ100（2016年 - 2019年、黒崎麗） - 2シリーズ

2017年
- ひとりじめマイヒーロー（木下）
- 戦刻ナイトブラッド（友達）
- 血界戦線 & BEYOND（トレイシー）

2018年
- 覇穹 封神演義（村の人々）
- アイカツフレンズ!（2018年 - 2019年、友希すずね、生徒） - 2シリーズ
- BEATLESS（こども役hIE）

2019年
- アイカツオンパレード!（2019年 - 2020年、白樺リサ、友希すずね）

2020年
- 恋とプロデューサー〜EVOL×LOVE〜（音声ガイダンス）

2021年
- 迷宮ブラックカンパニー（魔導師）

2022年
- Engage Kiss（マリア・ティッシ）

2023年
- とんでもスキルで異世界放浪メシ（フランカ）
- 彼女が公爵邸に行った理由（侍女）

2024年
- デリコズ・ナーサリー（エレーナ・ロルカ）

### 劇場アニメ
2014年
- 劇場版 アイカツ!
- PERSONA3 THE MOVIE #2 - 4（2014年 - 2016年、女性A、女子部員B、女性） - 3作品

2015年
- アイカツ!ミュージックアワード みんなで賞をもらっちゃいまSHOW!（白樺リサ）
- Wake Up, Girls! 続・劇場版（ダンス講師）
- 百日紅

2016年
- アイカツ! 〜ねらわれた魔法のアイカツ!カード〜（白樺リサ）
- planetarian 〜星の人〜（レビ）

2017年
- 交響詩篇エウレカセブン ハイエボリューション1（カウントダウン音声）
- 劇場版 はいからさんが通る 前編 〜紅緒、花の17歳〜（女学生）

2019年
- えいがのおそ松さん（上原）

2020年
- 劇場版 ハイスクール・フリート（伊勢桜良、杉本珊瑚）

2025年
- アイカツ!×プリパラ THE MOVIE -出会いのキセキ!-（白樺リサ）

### OVA
- OVA ハイスクール・フリート（2017年、伊勢桜良）

### Webアニメ
- ガッチャマン クラウズ インサイト（第0話）（2015年、梅田愛）
- 佐賀県を巡るアニメーション「約束の器 有田の初恋」「冬の誓い 夏の祭り 武雄の大楠」（2016年、子供、子供たち）
- エウレカセブンAO「ロード・ドント・スロー・ミー・ダウン」（2017年、受付嬢[15]）
- ケンガンアシュラ（2019年、観客B）

### ゲーム
2012年
- アイカツ! シンデレラレッスン（立花ミシェル）

2014年
- 超女神信仰 ノワール 激神ブラックハート（サンゴ）
- 神様と運命覚醒のクロステーゼ（天使メルエル）

2015年
- アイカツ! My No.1 Stage!（白樺リサ、立花ミシェル）

2016年
- アイカツ! フォトonステージ!!（白樺リサ、立花ミシェル）
- ガールフレンド（仮）（日野奏恵）

2017年
- クイズRPG 魔法使いと黒猫のウィズ（ファルサ・インサニオ）

2019年
- ハイスクール・フリート 艦隊バトルでピンチ!（伊勢桜良）

2021年
- タイムディフェンダーズ（フワ）
- ウマ娘 プリティーダービー（ゴールドシチーのマネージャー 他）

2022年
- ドラゴンクエストX 目覚めし五つの種族 オフライン（キャスラン）
- ユグドラ・レゾナンス（ベラ）

2023年
- 戦国IXA（いくさにゃん）
- BLUE PROTOCOL

### ドラマCD
- アインザッツ（小島律子）
- 妄想ボイスCD【ごっこ編】「キャバクラごっこCD」（涼風愛）
- 妄想ボイスCD【ごっこ編】「お医者さんごっこCD」（美人ナース）
- ドラマCD「百器徒然袋 雨 〜鳴釜〜 薔薇十字探偵の憂鬱」（篠村美弥子）
- 「今日のあきらさん。明日のかつゆきさん。」エチュード（即興劇）CD第1巻 〜石田家の人々〜（母）
- TVアニメ/データカードダス『アイカツ!』&『アイカツスターズ!』スペシャルドラマCD（白樺リサ）

### デジタルコミック
- コミュ障リーマンは恋の仕方がわかりません（2022年、受付1、子供、女性客1）[22]

### オーディオブック
- 弱キャラ友崎くん 全巻（朗読）
- 謎解きはディナーのあとで 全巻（朗読）
- 花束は毒（女性パート朗読）

### 吹き替え
- パワーレンジャー・S.P.D.（2011年）
- 高慢と偏見とゾンビ（2017年、ジェイン・ベネット〈ベラ・ヒースコート〉）

### ラジオ
- 「今日のあきらさん。明日のかつゆきさん。」「占いの館担当」アシスタント

### CM
- ロッテガム「XY」
- pixivコミック テレビCM（2016年）

### 舞台
- 演劇集団イヌッコロ
  - 2010年4月 第1回公演「オタッカーズ・ハイ」伊藤杏奈役
  - 2012年7月 第5回公演「恋するアンチヒーロー」菜々役
  - 2013年4月 第6回公演「冒険者たちのホテル」杉山役
  - 2013年10月 第7回公演「リバースヒストリカ ver.inuccoro」千夏役
- 劇団SHOW&GO FESTIVAL
  - 2013年6月 第15回公演「まんが×青春!!〜高校ペン児の甲子園」宇賀神役
- イヌッコロ SHOW CASE ver.4
  - 2016年3月「冒険者たちのホテル」安西役
- ドラゴンクエスト夏祭り2017 ドラゴンクエストX 5周年お祝いステージ「演劇集団イヌッコロプロデュース『冒険者たちのホテル』」安西役

### イベント
- 東京ゲームショウ2010 ヒューマンアカデミーブースMC
- コミックマーケット79 アニモンブース（AGC38）
- ドラゴンクエスト夏祭り2016
- ドラゴンクエスト夏祭り2017
- ドラゴンクエスト夏祭り2018 EAST

### その他コンテンツ
- au着ボイス配信
- ミュージックPV アルファ「STEREO LOVE」
- メディアミックスプロジェクト「AGC38」（加賀山栞）
- 声優e-Sports部（4期生）